# Ljunits herred
Ljunits herred (dansk: Lynids herred) var et herred beliggende i Malmøhus len i Skåne. 